# Erdélyi Prédikátori Tár
Az Erdélyi Prédikátori Tár egy 1830-as években megjelent magyar egyházi folyóirat jellegű könyvsorozat.

## Története
Az Erdélyi Prédikátori Tár 1833-ban indult Salamon József (1790–1871) erdélyi magyar református lelkész, kolozsvári teológiai tanár szerkesztésében Kolozsvárott, és református lelkészek számára készült egyházi beszédeket, illetve teológiai tanulmányokat tartalmazó füzetei (kötetei) jelentek meg, azaz bizonyos értelemben folyóiratszerű volt. 1837-ben szűnt meg.
Több kötet a Google Könyvek honlapon teljes egészében digitalizálva van, és ingyenesen olvasható (ld. a listában a linkeket).

## Egyes köteteinek tartalma
| I. kötet (VIII, 167, 1 l., 1 kőnyomat és Bodola Sámuel arcképe.) 1833. |
| - Salamon Jósef. Értekezés ezen kérdésekről: Mi a vallás az emberiségre nézve? és mi a papnak elhivattatása? - Herepei Károly. Az üldözések és a szakadások nem hogy ártottak volna, de sőt inkább sokat használtak a kereszty. vallásnak. Egyházi beszéd. - Confirmatiokor elmondott beszéd. - Aratási prédikátzió. - Szűreti prédikátzió. - Prédikátziói rajzolatok. - Katékhizatzioi rajzolat, az hejdelbergai katekh. LVI kérdésére. - Keresztelési agenda. - Pálffy Dienes. B. Madarasi Kiss Gergely életrajza. - A kölcsönös tanitás módjának rövid rajza.                                              |
| II. kötet (160 l. és 9 lev.) 1834. |
| - Török István. A keresztyén szelíd türelem. Egyh. beszéd. - Péterfi Albert. Theodicaeai elmélkedés, melyet az 1833. zsinaton elmondott. - N. F. Öröm innepi beszéd, fels. fejed. 40 évi uralkodásának innepén. - Herepei Károly. Oskola alapitásra buzditó beszéd. - Agenda Ur vacsorája kiszolgáltatásakor, ágyban fekvő betegnél. - Keresztyéni egyesség szép példai. - Névtár. |
| III. kötet 2 kiadás. (XVI, 176 l. és Bod Péter arck.) 1836. |
| - Salamon Josef. F. Csernatoni Bod Péter rövid életrajza. - Salamon Josef. Egyh. beszéd a közönséges isteni tiszteletről. - Pap István. Jézus lelkitemploma a templomi épület hasonlatosságában. - Szász Ferentz. Országos vásár alkalmával. - Szabó Ferentz. A rágalmazásról. - Veres György. Mit és hogy kell dolgozni a haza és a nemzet javára? - Veres György. Agenda házassági hit-letételkor. - Nagy Ferencz. Könyörgés fő ispányi beigtatáskor. - Salamon József. Értekezés a mások munkáinak használásáról. - Katékhizátiói rajzolat a hejdelbergi kátekh. XX. kérdésére. - Prédikatziói rajzolatok. |
| IV. kötet (2 lev., 174 l., 9 lev. és az erdélyi ev. ref. superintendentia föld abrosza.) 1835. |
| - Musnai Jósef. A keresztyén vallás és anyaszentegyház győzedelme. - Szilágyi János. Vidéki eggyházi gyűlést megnyitó beszéd. - Jászai István. Katonaságra buzditó templomi beszéd. - Bárdi István. Ur vatsorája osztáskor. - Házassági egybenköttetést követett egyházi beszéd. - Prédikátziói rajzolatok. - Alkalmi tanítás földingáskor. - Keresztelési ágenda egy izraelitának keresztyéné létekor. - Névtár. |
| V. kötet (XVI, 160 l., 1 lev. és Szathmári Pap Mihály arck.) 1835. |
| - Salamon Jósef. Szathmári Pap Mihály rövid életrajza. - Incze József. A ker. hit-vallásbeli álhatatosság. - Molnos Dávid. Mi az oka, hogy a keresztyén vallásnak oly kevés foganatja van az emberi szív formálásában, s a virtus előmozdításában? - Kovács Ferencz. Mi az oka, hogy a sidók az Ur Jézust Istentől küldött Messiásnak el nem esmerték? - Bárdi István. Számadás az esztendő végén. - Pap István. Égéskor vigasztaló beszéd. - Csiszár Sámuel. Nagy pénteken. - Ferenczi János. I. Ferdinánd kormány kezdése innepén.                                                                          |
| VI. kötet (2 lev., 162 l. és 1 kőnyom.) 1836. |
| - Koronka Antal. A vallás béfolyása a polgári társaság boldogságába. - Garasos intézet kihirdetésekor. - Szabó Ferencz. Uj esztendei beszéd. - Kozma Gergely. Fársáng végin. - Herepei Gergely. Bőjt első vasárnapján. - Hegyi János. Vásár alkalmával. - Jászai István. Tavaszi. - Vadasi József. Homilia. Az irástudó és a samaritánus. - Ammon Fr. Országgyűlést bérekesztő beszéd. - Prédikátori gyakorló-intézet alaprajza. - A bukovinai magyar ref. eklézsia. |
| VII. kötet (XXXVI, 156 l. és Szenczi Molnár Albert arck.) 1837. |
| - Szathmári Pap Sigmond. Szentzi Molnár Albert életrajza. - Pap István. A tiszta szívnek boldogsága. - Bihari Sámuel. Aratás előtt. - Koronka Antal. A nemzetek sorsa a keresztyén vallás történeteiben. - Fábián Dániel. Az elváló vallás-tanító gondoskodása elmaradó halgatóiról. - Kováts Ferentz. Századi örömünnepi beszéd. - Agendák. Keresztelési Bonyhaitól. - Házasságkötéskor Jászai Istvántól. - A westfaliai és Rajna melléki ev. közönségek számára készült egyházi rendtartás. - Egybehasonlítása a reform. ekklésiák igazgatása módjának.                                                     |
| VIII. kötet (2 lev., 191 és 1 l.) 1837. |
| - H. J. Tisztességes és szent dolog a házasság. - Kupa János. Visszatekintés az 1831. gyászos évre. - Sipos Miklós. Advent első vasárnapi beszéd. - Vadas József. Karácsoni. - Benedek József. Pünkösti. - S. J. Urvacsora osztáskor. - Szilágyi János. Birótétel utáni. - Somogyi Mihály. A ker. vallás lelke a szeretet. - Predikátzioi rajzolatok. - Agenda ezüst lakodalom, vagy 50 évi házaspárnak jubileumi innepe alkalmával. - A westfaliai és Rajna mellék ev. közönségek számára készült egyházi rendszabás végezete.                                                                               |